# Вершининцы (Слободской район)
Вершининцы — деревня в Слободском районе Кировской области в составе Ленинского сельского поселения.

## География
Находится на расстоянии примерно 2 км на юго-восток от поселка Вахруши.

## История
Известна с 1678 года как деревня Щёкинская с 3 дворами. В 1746 в ней отмечен 21 житель. В 1873 году в деревне (Щекинская или Вершининцы) 6 дворов и 72 жителя, в 1905 18 и 59, в 1926 37 и 81, в 1950 22 и 75. В 1989 остался 1 постоянный житель. Настоящее название закрепилось с 1939 года. Ныне имеет дачный характер.

## Население
Постоянное население не было учтено в 2002 году, составляло 4 человека в 2010.